# Anourosorex
Anourosorex (Milne-Edwards, 1872) è un genere di toporagni della famiglia dei Soricidi.

## Descrizione

### Dimensioni
Al genere Anourosorex appartengono toporagni di piccole dimensioni, con lunghezza della testa e del corpo tra 85 e 113 mm, la lunghezza della coda tra 7 e 17 mm e un peso fino a 25 g.

### Caratteristiche craniche e dentarie
Il cranio è robusto, con una cresta sagittale ben sviluppata, creste sagittali poco elevate e proiettate all'indietro. Sono presenti soltanto due denti unicuspidati e i molari posteriori sono notevolmente ridotti.
Sono caratterizzati dalla seguente formula dentaria:

### Aspetto
Il corpo è tozzo, adattato ad una vita fossoria. La pelliccia è lunga, soffice, vellutata e densa, con i peli più lunghi sulla groppa dove formano un ciuffo. Le parti superiori sono grigio-olivastre scure o bruno-nerastre, mentre le parti ventrali sono alquanto più chiare. Il muso è lungo, appuntito e notevolmente mobile, ideale per cercare le prede nello strato di foglie e humus della foresta, Gli occhi sono piccoli, mentre le orecchie sono nascoste nella pelliccia. Le zampe sono corte, larghe, prive di peli e ricoperte di scaglie. Le dita sono fornite di artigli relativamente lunghi. La coda è leggermente più corta del piede, sottile e ricoperta anch'essa di scaglie.

## Distribuzione
Il genere è diffuso nella Cina centrale e meridionale, in Indocina e sull'isola di Taiwan.

## Tassonomia
Il genere comprende 4 specie.
- Anourosorex assamensis
- Anourosorex schmidi
- Anourosorex squamipes
- Anourosorex yamashimai